# Ochthebius subinteger
Ochthebius subinteger es una especie de escarabajo del género Ochthebius, familia Hydraenidae. Fue descrita científicamente por Mulsant & Rey en 1861.
Se distribuye por Italia, en la región de Cerdeña. Mide 1,9 milímetros de longitud y su edeago 0,4 milímetros.